# Witold Bartnicki

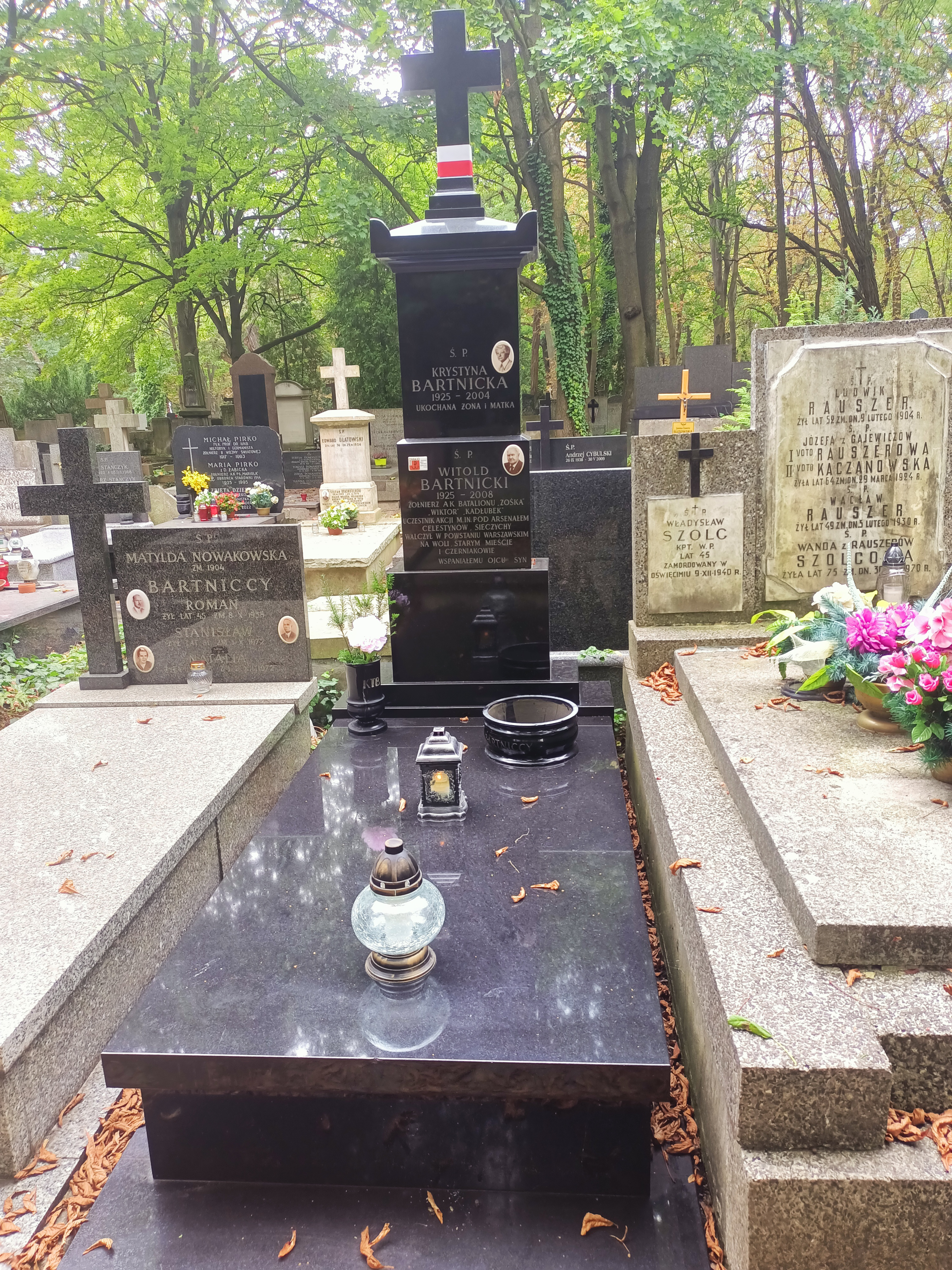
Grób Witolda Bartnickiego na cmentarzu Powązkowskim w Warszawie

Witold Bartnicki ps. Kadłubek, Wiktor (ur. 27 lutego 1925 w Warszawie, zm. 9 lipca 2008 tamże) – polski działacz podziemia niepodległościowego w czasie II wojny światowej, harcerz Szarych Szeregów, żołnierz batalionu „Zośka” Armii Krajowej, uczestnik powstania warszawskiego.

## Życie i działalność
Przed wybuchem II wojny światowej, zdążył ukończyć szkołę powszechną i rozpocząć naukę w I Państwowym Gimnazjum i Liceum im. Stefana Batorego w Warszawie (matura 1944). Po wybuchu wojny, na jesieni w 1939 r., podjął działalność w konspiracji. Od 1941 r., był uczestnikiem Organizacji Małego Sabotażu „Wawer”, a następnie od 1942 r., warszawskich Grup Szturmowych Szarych Szeregów. Uczestniczył między innymi w akcji likwidacyjnej volksdeutscha Ludwika Herberta. Następnie uczestniczył w szeregu akcji bojowych w tym między innymi Akcji pod Arsenałem, podczas której jako członek grupy „Sygnalizacja”, miał za zadanie stojąc przy gmachu Banku Polskiego, przy ul. Bielańskiej, rozpoznanie więźniarki przewożącej Jana Bytnara ps. „Rudy” z siedziby Gestapo w al. Szucha do więzienia na Pawiaku, a następnie zasygnalizowanie jej przejazdu skinieniem kapelusza stojącemu po drugiej stronie ulicy Konradowi Okolskiemu ps. „Kuba”. Następnie był uczestnikiem Akcji „Taśma”. W czasie powstania warszawskiego walczył w szeregach batalionu „Zośka” na terenie Woli biorąc udział w zdobyciu obozu na „Gęsiówce” i uwolnieniu więźniów, a następnie w walkach na Starym Mieście i w Śródmieściu.
Po zakończeniu działań wojennych pracował między innymi w Centralnym Zarządzie Przemysłu Rybnego. W 1995 r. awansowany do stopnia kapitana rezerwy Wojska Polskiego. Pochowany na cmentarzu Powązkowskim w Warszawie (kwatera 273-3-14).

## Wybrane odznaczenia
- Krzyż Walecznych (1944)
- Medal Wojska (czterokrotnie - 1948)
- Krzyż Partyzancki (1978)
- Srebrny Krzyż Zasługi (1977)
- Warszawski Krzyż Powstańczy (1982)
- Krzyż Armii Krajowej (1983)
- Krzyż Kawalerski Orderu Odrodzenia Polski (1985)
- Medal za Warszawę 1939–1945[3]